# Instituto Pratt
Instituto Pratt é uma instituição privada sem fins lucrativos de ensino superior localizada no Brooklyn, Nova Iorque, Estados Unidos com um campus satélite em Manhattan e um campus extensivo em Utica. Foi fundada em 1887 com programas principalmente em engenharia, arquitetura e belas artes.